# Luna Papa
Luna Papa (Lunnyj papa) è un film del 1999 diretto da Bahtiër Hudojnazarov.

## Riconoscimenti
- 1999 - Tokyo International Film Festival
  - Premio per il miglior contributo artistico (Bahtiër Hudojnazarov)
- 1999 - Festival des 3 Continents
  - Mongolfiera d'oro per il miglior film, Premio del pubblico giovane